# Vaterländischer Verlag Dr. Wilhelm Striem
Der Vaterländische Verlag Dr. Wilhelm Striem war ein Verlag in Chemnitz und Berlin von 1914 bis etwa 1930.

## Geschichte
Am 1. August 1914 wurde der Vaterländische Verlag gegründet. 1919 befand er sich in Chemnitz in der Carolastraße 1, der Inhaber war Dr. Wilhelm Jacques Striem (1881–1945). Seit etwa 1923 war der Vaterländische Verlag in Charlottenburg in der Weimarer Straße 28, 1930 in der Kollatzstraße 19 in Charlottenburg.
Publikationen waren unter anderem
- Felix Leo Göckeritz: Anton Ohorn. Gedenken gewidmet zum 70. Geburtstag des Dichters der Brüder von St. Bernhard, Chemnitz 1916
- Anton Ohorn: Deutsch-Österreich auf ewig deutsch!, Chemnitz 1919 Digitalisat